# Amy Smith
Amy Smith (ur. 24 lipca 1987) – brytyjska pływaczka, specjalizująca się głównie w stylu dowolnym.
Mistrzyni i wicemistrzyni Europy z Budapesztu w sztafetach: 4 x 100 m stylem zmiennym oraz 4 x 100 m stylem dowolnym. Brązowa medalistka mistrzostw Europy na krótkim basenie ze Szczecina na 100 m stylem dowolnym.
Uczestniczka Igrzysk Olimpijskich z Londynu na 50 (9. miejsce) i 100 m stylem dowolnym (14. miejsce) oraz w sztafetach 4 × 100 m stylem dowolnym (5. miejsce) oraz zmiennym (8. miejsce).